# Portrét umělce v jinošských letech
Portrét umělce v jinošských letech (překlad Aloyse Skoumala) či Portrét mladého umělce (překlad Stašy Jílovské) je poloautobiografickým dílem irského spisovatele Jamese Joyce, popisujícím volně autorův život do roku 1902. Modern Library hodnotí Portrét jako třetí největší anglicky psaný román dvacátého století.
V knize vystupuje spisovatelovo alter ego Štěpán Dedalus (Štěpán je jméno křesťanského prvomučedníka, je původem řecké a znamená „ověnčený“; Dedalus – zkomolenina z Daidalos, jména velkého mytického umělce a vynálezce). Román popisuje dospívání a intelektuální, náboženské, politické a umělecké zrání Štěpána Dedala, studenta dublinského jezuitského gymnázia. Dedalus se po dlouhém vývoji vzbouří proti katolicismu a irské konvenčnosti, v závěru odjíždí do Paříže, aby se stal umělcem.
Portrét umělce v jinošských letech je většinou psán normální prózou ve třetí osobě, obsahuje minimum dialogů (byť na konci knihy jsou některé scény dialogy nabité) a pasáže psané formou Štěpánova deníku, v němž se zrcadlí jeho odcizení ve společnosti. V románu se již vyskytuje proud vědomí, byť v podstatně menším měřítku než v pozdějších dílech (Odysseus, Plačky nad Finneganem). Jednotlivé kapitoly, znázorňující fáze dospívání, jsou napsány různým stylem odpovídajícím popisovanému věku, od zachycení hravého dětského myšlení v první kapitole, přes klasický styl studenta antické literatury až po básnický a modernistický styl v závěru knihy.
Portrét umělce v jinošských letech je úplným přepracováním staršího románu Štěpán hrdina (Stephen Hero), který Joyce psal v letech 1900–1905. Přepracování do dnes vydávané podoby pochází z let 1906–1914. Části původního románu, které se dochovaly (zbytek Joyce zničil), byly posmrtně vydány v roce 1944. Portrét umělce v jinošských letech byl vydán v roce 1917 v anglickém nakladatelství The Egoist.
Český překlad románu byl pořízen v roce 1930 Stašou Jílovskou jako vůbec první český překlad Joyceova díla, v témže roce vyšel česky poprvé i Odysseus. Druhý český překlad, poprvé vydaný v roce 1983 a následně v roce 1997, je dílem Aloyse Skoumala.

## Obsah podrobně
Celá kniha je uvozena citátem z Ovidiových Proměn (VIII, 188): Et ignotas animum dimittit in artes čili Upsal duši svou neznámým uměním.
První kapitola začíná na prvý pohled zmateným, ve skutečnosti však velice rafinovaným úvodem do duševního světa malého Štěpána Dedala. Jsou zde zachyceny různé vzpomínky spojené volnými asociacemi. Jedná se o příběh o „kravce bučilce“, jenž Štěpánovi kdysi vypravoval otec, píseň o rozkvetlé plané růži, myšlenky na rodiče a na strýce (ve skutečnosti je to jeho prastrýc) Charlese a ženu jménem Dante (paní Riordanová, setkáme se s ní rovněž v Odysseovi).
„Za oněch časů, a byly to znamenité časy, šla si po cestě kravka bučilka, a jak ta kravka bučilka šla po cestě, potkala nastrojeného hošíka jménem panáček.“ (str. 29)
Následuje již souvislejší a logicky uspořádané vyprávění. Štěpán je s ostatními hochy na hřišti jezuitské základní školy v Clongowes Wood College v hrabství Kildare jihozápadně od Dublinu. Je slabý a neobratný, proto se snaží hru nějak přečkat a těší se do studovny. Spolužák jménem Wells Štěpána shodí do vody, Štěpán pak onemocní a Wells má strach, že to na něj řekne. To ale Štěpán neudělá, protože jej otec před odchodem do koleje varoval, že za žádných okolností nesmí na spolužáky žalovat. Štěpán je na marodce a představuje si svou smrt.
„Za oknem je studené slunko. Přemýšlel, jestli umře. Člověk umře i za slunného dne. Třeba umře, než za ním maminka přijede.“ (str. 47)
Kniha pokračuje obrazem vánoční večeře, jíž se účastní také strýc Charles, Dante a pan Casey. Vše probíhá v pohodě, dokud se hovor nestočí na politiku. Otec a pan Casey obviňují kněžstvo, že uštvalo národního vůdce Parnella k smrti. Naproti tomu Dante církev brání a naopak útočí na Parnella jako na nemravu. Štěpán je tím zmaten.
Když se vrátí do koleje, zjistí, že tam vládne tužší disciplína, protože několik starších chlapců bylo přistiženo na WC, jak tam „buzerovali“. Štěpánovi se rozbijí brýle, má dovoleno se těch pár dnů, než mu přijdou nové, neučit. Přesto dostane od studijního prefekta nařezáno, protože je „lenoch“.
Štěpán je nešťastný, poněvadž to bylo neprávem, někteří žáci mu radí, aby si stěžoval u pana rektora Conmeeho (rovněž sehraje svou roli v Odysseovi). Štěpán má nejprve strach, že si tím ještě přitíží. Nakonec ale za rektorem zajde a ten mu osobně dá od úkolů úlevu. Štěpán je pak ostatními oslavován jako velký hrdina.
Děj pokračuje líčením Štěpánova vztahu ke strýci Charlesovi. S nímž chlapec tráví mnoho času na obchodních pochůzkách. V neděli se obvykle s ním a s otcem vypravují na daleké túry. Při niž oba dospělí muži hovoří převážně o politice a Štěpán je bedlivě poslouchá.
„Nesrozumitelná slova si opakoval, až je uměl z paměti: a jimi mu probleskoval skutečný okolní svět. Zřejmě se blíží hodina, kdy se i on v tom světě uplatní, a v skrytu se chystal sehrát v něm přisouzenou úlohu, jejíž ráz jen nejasně tušil.“ (str. 88)
Rodina postupně chudne, otec odprodá majetek a Dedalovi se přestěhují do Dublinu. Štěpán po odchodu z Clongowes nějaký čas vůbec nechodí do školy. S jedním kamarádem založí partu dobrodruhů, ta se ale rozpadne. Je opět sám, hodně čte, potuluje se a sní. Zamiluje se do dívky jménem Ellen, ale nedokáže svou lásku dát najevo. Pociťuje hořkost nad úpadkem své rodiny, pomalu ale jistě začíná pohrdat otcem a čím dál tím více si uvědomuje svou výjimečnost.
„Hrát si nechtěl. Chtěl se v skutečném světě setkat s nehmotnou představou, jakou v duchu ustavičně před sebou viděl. (str. 90)
Otec se sejde s páterem Conmeem, ze kterého se mezitím stal řádový provinciál, a ten zařídí Štěpánovi studium na jezuitském gymnáziu Belveder. Ač se chová ve škole ctnostně a dokonce má dohlížet na ostatní studenty, navštěvuje Štěpán potají vykřičené domy. Nějaký čas mu toto pokrytectví nevadí a dokonce v něm nachází jakousi zvrhlou radost. Pak však vyslechne horlivé kázání pátera Arnalla a cítí se být velkým hříšníkem. Prožívá muka a strach z pekla, jež páter vykreslil v živých barvách. Nakonec svému svědomí uleví tím, že se vyzpovídá. Cítí skutečně velikou úlevu, je se sebou spokojen a rozhodně se chovat tak, jak se na studenta jezuitského gymnázia sluší a patří.
“Být dobrý je snadné. Boží jařmo je sladké a lehké. Neměl hřešit. Měl zůstat dítětem, vždyť Bůh dítky miluje a nechává je k sobě přijít. (str. 173)
Štěpán se poté stává až přehnaně zbožným, veškerý svůj volný čas obětuje na modlitby a pobožnosti. Záměrně si způsobuje různá tělesná a smyslová trápení. Později si však uvědomí, že se až příliš podobá svým mrzoutským učitelům. Začne pociťovat jistý odpor a když je mu nabídnuto, aby u jezuitů zůstal a stal se knězem, odmítá a začne studovat na univerzitě.
Rodiče jeho rozhodnutí nepřejí. Ve Štěpánovi však vzrůstá touha stát se tvůrcem něčeho nového, umělcem.
„Žít, bloudit, padat, vítězit, znovu vytvářet život ze života. Zjevil se mu divý anděl, anděl smrtelné radosti a krásy, vyslanec líbezných luhů života, a ve chvíli extáze před ním rozevřel brány omylu a slávy. Vpřed a vpřed a vpřed a vpřed!“ (str. 203–204)
Věnuje se studiu estetiky, vede dlouhé intelektuální rozhovory se spolužáky a učiteli. Zklame se ve své lásce k Ellen a píše básně. Matku zarmoutí tím, že se odmítne dostavit k velikonočnímu svatému přijímaní. V rozhovoru se spolužákem Cranlym to sám komentuje slovy:
„Nebudu sloužit tomu, več už nevěřím, ať už si to říká domov, vlast nebo církev; a v životním nebo uměleckém způsobu se zkusím vyjadřovat co nejsvobodněji a nejúplněji a bránit se budu zbraněmi, které si zvolím: mlčením, vyhnanstvím a lstí. (...) Nebojím se být sám, dát se odstrkovat, všeho šmahem zanechat. A nebojím se omylu, i velkého omylu, životního omylu, omylu třeba na věčné časy.“ (str. 286)
Cranly na Štěpána naléhá, aby vyhověl matčině vůli, poněvadž se domnívá, že toho v životě asi hodně vytrpěla. Štěpán odmítá a když se ho Cranly zeptá, zda svou matku miluje, tak zvolna zakroutí hlavou. (Z první kapitoly románu Odysseus vyplývá, že se odmítl pomodlit i u jejího úmrtního lože, což Buck Mulligan komentuje tak, že „...umořil svou matku...“. Proto bývá Štěpán považován za byronského hrdinu.)
Vymezuje se vůči nacionalistickému ovzduší Dublinu a aby unikl stísněným podmínkám domova (rodiny i vlasti), rozhodne se odjet do Paříže.

Kniha končí sledem deníkových záznamů, v jejichž závěru se Štěpán dovolává účastenství svého nemilovaného otce: „27. dubna. Milý otče, milý vynálezce, nyní i vždycky mi stůj po boku.“
(Ke Štěpánovu hledání otce viz román Odysseus (Joyce).)
pozn. citace podle Skoumalova překladu (Odeon, Praha 1983)